# Rajon Nowokodak (Dnipro)
Der Rajon Nowokodak (ukrainisch Новокодацький район/Nowokodazkyj rajon; russisch Новокодакский район/Nowokodakski rajon) ist einer von acht Verwaltungsbezirken (Rajone) der Stadt Dnipro, des Oblastzentrums der Oblast Dnipropetrowsk in der Ukraine.
Der Stadtrajon liegt im nordwestlichen Teil der Stadt auf dem rechten Dneprufer und ist mit 169.756 Einwohnern (2008)  der bevölkerungsreichste Verwaltungsbezirk von Dnipro und mit seiner Fläche von etwa 88,7 km² auch der flächengrößte.
Der Rajon hieß von 1940 bis zum 26. November 2015 Rajon Lenin, der Name leitet sich von Wladimir Iljitsch Lenin ab, dem Begründer der Sowjetunion.
Am 26. November 2015 wurde er im Rahmen der Dekommunisierung in Rajon Nowokodak umbenannt.
Der Rajon wurde 1940 aus der Verbindung von zwei vormals eigenständigen Stadtrajonen (Kodatski and Fabrichno-Checheliwskij) gegründet.

## Bevölkerungsentwicklung
| 1959    | 1970    | 1979    | 1989    | 2001    | 2008    |
| ------- | ------- | ------- | ------- | ------- | ------- |
| 136.543 | 150.732 | 164.965 | 180.149 | 162.451 | 169.756 |

Quelle 